# Wooncoöperatie De Warren

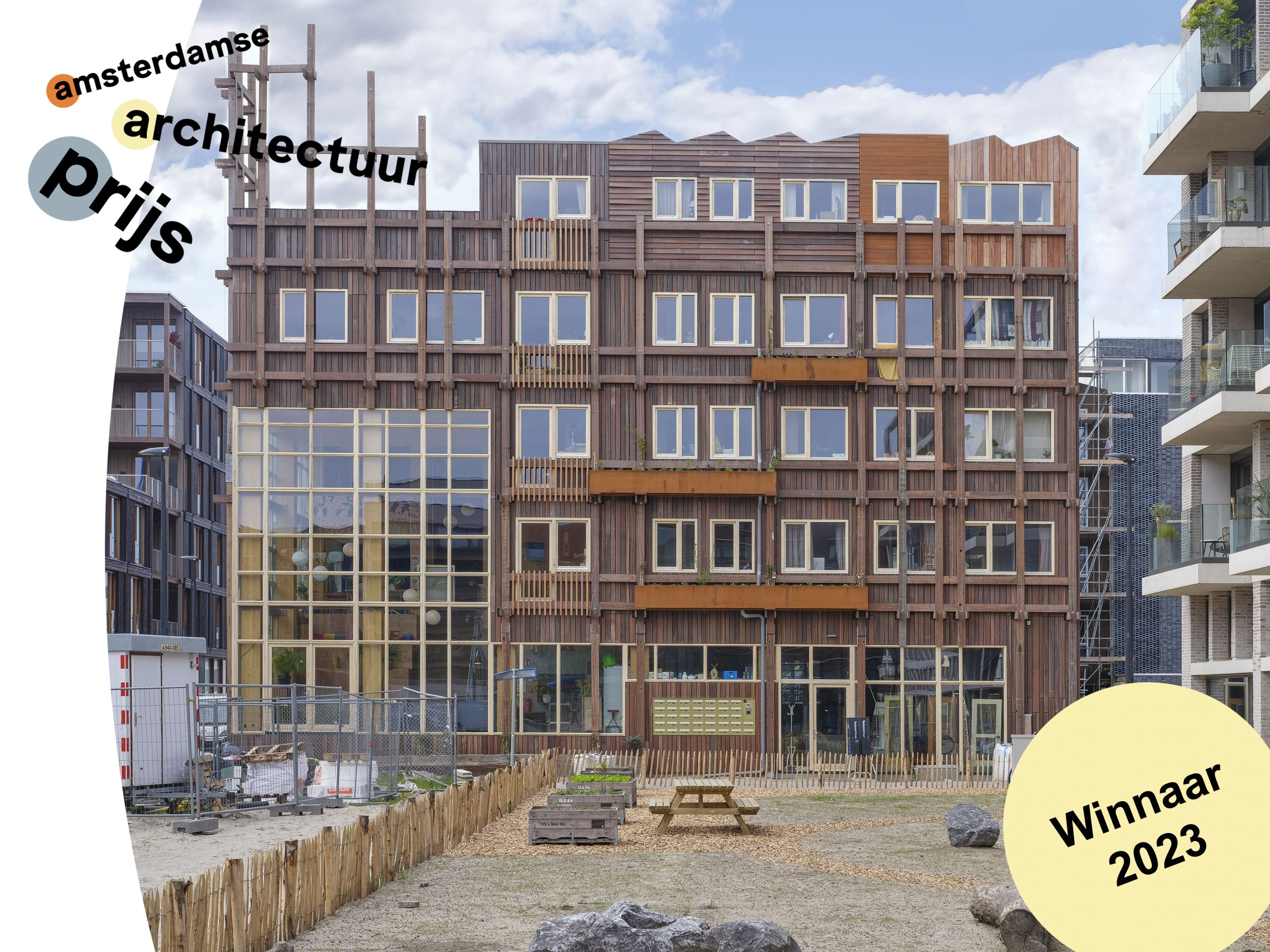

Wooncoöperatie De Warren is de eerste gerealiseerde zelfbouw-wooncoöperatie van Amsterdam. Zij won in april 2018 de tender voor de pilot-wooncoöperatie, uitgeschreven door de Gemeente Amsterdam. Het gebouw is begin 2023 opgeleverd op Centrumeiland, een nieuw deel van IJburg. 

## Omschrijving
Het gebouw werd rond 2018 ontworpen door Nutrified Architecture in Bergen (Noord-Holland) en tussen 2021 en 2023 gebouwd aan de Nydia Ecurystraat. Het bestaat uit 36 sociale- en middeldure huurwoningen. Daarnaast is 800 vierkante meter, of 30 procent van het gebouwoppervlak, gereserveerd voor collectieve voorzieningen zoals een auditorium, danszaal, muziekstudio, kantoor, klusruimte en kinderspeelkamer. De Warren is ontwikkeld door de wooncoöperatie zelf en wordt ook beheerd door de bewoners. De lessen die zij leerde tijdens het proces zijn gepubliceerd op de website onder een kennisbank, via een webinar en de documentaire 'Samenwonen: het verhaal van De Warren'.
Mede dankzij het succes van De Warren besloot de gemeente Amsterdam om het wooncoöperatiebeleid op te schalen en meer kavels uit te geven. In 2023 won De Warren de publieksjuryprijs van de Amsterdamse Architectuur Prijs (AAP). In 2024 ontving zij een eervolle vermelding bij de uitreiking van het Beste Gebouw van het Jaar vanuit de BNA. En in 2024 won zij de Amsterdamse Nieuwbouwprijs met 25% van de stemmen.

## Duurzaamheid
De Warren is een energiepositief gebouw met eigen warmte-koude voorziening. Het heeft een hout-hybride draagconstructie en circulaire houten gevel van oude meerpalen en damwandplanken. De gevel is natuurinclusief met veel struiken, klimplanten en bomen. Regenwater wordt op het dak gebufferd en gebruikt voor bewatering van de tuin en gevel.